# Hutou Shan
Hutou Shan (chinesisch 虎头山 ‚Tigerkopfberg‘) ist ein vereister Hügel an der Ingrid-Christensen-Küste des ostantarktischen Prinzessin-Elisabeth-Lands. Er ragt südöstlich des Goutou Shan auf der Tonagh Promontory in den Larsemann Hills auf.
Chinesische Wissenschaftler benannten ihn 1993 im Zuge von Vermessungs- und Kartierungsarbeiten.